# Salmagne (Nord)
Pour l’article homonyme, voir Salmagne.
Salmagne est une ancienne commune française située dans le département du Nord et la région Hauts-de-France. Elle est rattachée à la commune de Vieux-Reng depuis 1807.

## Histoire
La commune de Salmagne est rattachée à celle de Vieux-Reng en 1807.
Maire de La Salmagne de 1802 à 1803 : Blondeau,.

## Démographie
| 1793 | 1800 | 1806 |
| ---- | ---- | ---- |
| -    | 20   | 20   |

## Lieux et monuments
- Potale N.D. de Bon Secours, érigé en 1814
- Ouvrage de La Salmagne